# بوليكار
بلدية بوليكار (بالإسبانية: Polícar) هي بلدية تقع في مقاطعة غرناطة التابعة لمنطقة أندلوسيا جنوب إسبانيا.

## الديموغرافيا
بلغ عدد سكان بلدية بوليكار 229 نسمة عام 2011 (وفقاً للمعهد الوطني الإسباني للإحصاء).
| 260 | 265 | 294 | 233 | 227 | 202 | 229 |